# Оксфорд (Алабама)
Оксфорд (енгл. Oxford) град је у америчкој савезној држави Алабама. По попису становништва из 2010. у њему је живело 21.348 становника.

## Демографија
Према попису становништва из 2010. у граду је живело 21.348 становника, што је 6.756 (46,3%) становника више него 2000. године.
| Група             | 2000.          | 2010.          |
| Белци             | 12.610 (86,4%) | 16.695 (78,2%) |
| Афроамериканци    | 1.442 (9,9%)   | 2.682 (12,6%)  |
| Азијати           | 91 (0,6%)      | 237 (1,1%)     |
| Хиспаноамериканци | 281 (1,9%)     | 1.408 (6,6%)   |
| Укупно            | 14.592         | 21.348         |